# 八尾木
八尾木（やおぎ、よおぎ）は、大阪府八尾市の地名。現行行政地名は八尾木一丁目から八尾木六丁目と大字八尾木。住居表示は未実施。
広義の八尾木地区（旧大字八尾木）は昭和51年（1976年）から昭和54年（1979年）にかけて町名地番改正が行われ、八尾木（やおぎ）、八尾木北（やおぎきた）、八尾木東（やおぎひがし）、大字八尾木（おおあざよおぎ）に細分された。大字として残った地域は中学校とその周囲の田畑にほぼ限定される。
古来、「八尾木」と書いて「よおぎ」と読んでいたが、町名地番変更以降は大字八尾木以外は「やおぎ」となっている。
八尾木地区全般の歴史概要については本項に記載し、地理詳細については各町の項目にて言及する。

## 歴史概要
令制国一覧 > 畿内 > 河内国 > 若江郡 > 八尾木村（よおぎむら）
当地を流れる楠根川は、旧来この辺りでは明川（曙川）と呼び、八尾市合併前の曙川村の村名の由来となっている。聖徳太子が物部守屋を攻めた時、この地に滞在した時に夜がほのぼのと明けたから明川となった（河内名所図会）と伝わる。
奈良時代後期にあったとされる「由義宮」の比定地だとされているが遺構は現在まで発見されていない。天平神護元年（765年）称徳天皇が道鏡を伴って和歌浦を訪れた際の帰途、この地に宿泊、この地を西の京として造営することを命じた。神護景雲3年（769年）に天皇は由義宮に行幸し、竜華寺などを訪れている。さらに神護景雲4年（770年）2月から4月まで由義宮に滞在、男女230人余りを集めて歌垣を催した（続日本紀）と記されている。
正保郷帳の写しとされる河内国一国村高控帳石高は1059石余。江戸時代における支配者は最初は幕府直轄、享保15年以降は大坂城代土岐頼稔領、のち頼稔の上野沼田藩への入部により沼田藩領となり幕末へ至る。明治期の市町村制施行により曙川村の大字八尾木となる。

## 地理
長瀬川流域（曙町、天王寺屋）の北東、府道柏村南本町線の南に位置する。1 - 6丁目地内は概ね住宅地となっている。

## 世帯数と人口
2020年（令和2年）3月31日現在（八尾市発表）の世帯数と人口は以下の通りである。
| 大字・丁目           | 世帯数    | 人口    |
| -------------------- | --------- | ------- |
| 八尾木・八尾木一丁目 | 268世帯   | 574人   |
| 八尾木二丁目         | 222世帯   | 526人   |
| 八尾木三丁目         | 231世帯   | 554人   |
| 八尾木四丁目         | 261世帯   | 670人   |
| 八尾木五丁目         | 260世帯   | 654人   |
| 八尾木六丁目         | 178世帯   | 384人   |
| 計                   | 1,420世帯 | 3,362人 |

### 人口の変遷
国勢調査による人口の推移。
| 1995年（平成7年）  | 3,215人 | [ 5 ] |  |
| 2000年（平成12年） | 3,353人 | [ 6 ] |  |
| 2005年（平成17年） | 3,475人 | [ 7 ] |  |
| 2010年（平成22年） | 3,339人 | [ 8 ] |  |
| 2015年（平成27年） | 3,209人 | [ 9 ] |  |

### 世帯数の変遷
国勢調査による世帯数の推移。
| 1995年（平成7年）  | 1,028世帯 | [ 5 ] |  |
| 2000年（平成12年） | 1,134世帯 | [ 6 ] |  |
| 2005年（平成17年） | 1,257世帯 | [ 7 ] |  |
| 2010年（平成22年） | 1,222世帯 | [ 8 ] |  |
| 2015年（平成27年） | 1,209世帯 | [ 9 ] |  |

## 学区
市立小・中学校に通う場合、学区は以下の通りとなる（2020年5月時点）。
| 大字・丁目   | 番   | 小学校             | 中学校               |
| ------------ | ---- | ------------------ | -------------------- |
| 八尾木       | 全域 | 八尾市立曙川小学校 | 八尾市立曙川南中学校 |
| 八尾木一丁目 | 全域 | 八尾市立曙川小学校 | 八尾市立曙川南中学校 |
| 八尾木二丁目 | 全域 | 八尾市立曙川小学校 | 八尾市立曙川南中学校 |
| 八尾木三丁目 | 全域 | 八尾市立曙川小学校 | 八尾市立曙川南中学校 |
| 八尾木四丁目 | 全域 | 八尾市立曙川小学校 | 八尾市立曙川南中学校 |
| 八尾木五丁目 | 全域 | 八尾市立曙川小学校 | 八尾市立曙川南中学校 |
| 八尾木六丁目 | 全域 | 八尾市立曙川小学校 | 八尾市立曙川南中学校 |

## 事業所
2016年（平成28年）現在の経済センサス調査による事業所数と従業員数は以下の通りである。
| 大字・丁目           | 事業所数 | 従業員数 |
| -------------------- | -------- | -------- |
| 八尾木・八尾木一丁目 | 32事業所 | 273人    |
| 八尾木二丁目         | 12事業所 | 63人     |
| 八尾木三丁目         | 13事業所 | 41人     |
| 八尾木四丁目         | 8事業所  | 31人     |
| 八尾木五丁目         | 16事業所 | 73人     |
| 八尾木六丁目         | 11事業所 | 177人    |
| 計                   | 92事業所 | 658人    |

## 施設
八尾木
- 八尾市役所曙川出張所・曙川コミュニティセンター（4丁目）
- 八尾八尾木郵便局（5丁目）

大字八尾木
- 曙川南中学校

## 交通

### 主要道路
- 大阪府道174号八尾道明寺線
- 大阪府道182号柏村南本町線

## その他

### 日本郵便
- 郵便番号 : 581-0027[2]（集配局：八尾郵便局[12]）。